# 新SD戦国伝 大将軍列伝
『新SD戦国伝 大将軍列伝』（しんエスディーせんごくでん だいしょうぐんれつでん）は、1995年4月21日に日本のベックから発売されたスーパーファミコン用リアルタイムシミュレーションロールプレイングゲーム。
玩具および漫画作品である『武者ガンダムシリーズ』を題材としており、主人公の弓銃壱を操作して闇帝王を倒し、天宮の平和を取り戻す事が目的となっている。インタフェースやメッセージなどが漢字で表示されるなど純和風の世界観である事を特徴としている。
開発はベックおとびテクノサイトが行い、プロデューサーはヒューマンのPCエンジンSUPER CD-ROM²用ソフト『ラプラスの魔 (コンピュータゲーム)』（1993年）を手掛けた飯田和憲、シナリオはレイアップ所属の平松昭彦、音楽はバンプレストのファミリーコンピュータ用ソフト『SDヒーロー総決戦 倒せ!悪の軍団』（1990年）を手掛けた平沢道也およびメディアリングのPCエンジン用ソフト『ゼロヨンチャンプ』（1991年）を手掛けた佐々木筑柴が担当している。

## ゲーム内容
武者ガンダムシリーズの『新SD戦国伝 伝説の大将軍編』を主軸としており、基本的な展開はコミックワールド版に準じるが、『地上最強編』第2章の登場人物が再登場するほか、番外編シナリオ「特別合戦」では後に七人の超将軍となる若武者の登場や、さらには過去の時空に飛んで『風林火山編』『天下統一編』の合戦に巻き込まれる場合があり、『七人の超将軍編』までの歴代シリーズを統合した集大成的内容になっている（ゲームが発売された1995年4月には、すでに七人の超将軍編の続編である超機動大将軍編が始まっていた）。
なお、タイトル画面でボタンを何も押さずに放置すると、過去作品のストーリーダイジェストが見られる。
戦闘シーンにおいての移動、攻撃などは敵、味方関係なく「俊敏力」の高いユニットから実行できる「セミリアルタイム」システムを使用している。
一定の条件を満たすことによって攻略が可能となるボーナスシナリオ「特別合戦」が、20本用意されている。 

## スタッフ
- イラスト：横井孝二
- 武者イラストレーター軍団：今石進、寺島慎也、かげやまいちこ、落合亮二、はまだかずき、宮豊、藤井大誠、栗原昌宏、たけだなおゆき、たけひろしんいち
- 武者シナリオライター：平松昭彦、ますだけんいち
- 武者プランナー：平松昭彦、ますだけんいち、寺島慎也
- 武者企画：山田大夏
- 武者プログラマー：石神宏紀、おおのかつお、鈴木敏弘、あべかくま、カイザー
- 頑駄無美流打亜：小沢努
- 武者愚羅飛家：はせがわつとむ、吉村麻里、すがわらしゅんいち、のぶろう、つかざき
- 音楽、音響効果：平沢道也（ミント）、佐々木筑柴（ミント）
- 販売、宣伝：せきねだい
- ディレクション：とどろきよしふみ
- プロデュース：飯田和憲

## 評価
ゲーム誌『ファミコン通信』の「クロスレビュー」では6・5・6・5の合計22点（満40点）、『ファミリーコンピュータMagazine』の読者投票による「ゲーム通信簿」での評価は以下の通り、20.8点（満30点）となっている。
| 項目 | キャラクタ | 音楽 | お買得度 | 操作性 | 熱中度 | オリジナリティ | 総合 |
| 得点 | 3.7        | 3.3  | 3.5      | 3.4    | 3.5    | 3.4            | 20.8 |